# Adem Büyük
Adem Büyük (Hopa, 30 augustus 1987) is een Turks voormalig voetballer die doorgaans speelde als spits. Tussen 2005 en 2024 was hij actief voor Beşiktaş, Zeytinburnuspor, Akçaabat Sebatspor, Altay, Manisaspor, Boluspor, Mersin İdman Yurdu, Kasımpaşa, Yeni Malatyaspor, Galatasaray, opnieuw Yeni Malatyaspor, Manisa en Karşıyaka. Büyük maakte in 2014 zijn debuut in het Turks voetbalelftal en kwam uiteindelijk tot vier interlandoptredens.

## Clubcarrière
Büyük begon zijn carrière bij het lokale Artvin Hopaspor. Via een seizoen bij Arhavispor kwam hij in 2003 terecht bij Beşiktaş. Bij die club kwam hij in 2005 kort in het eerste elftal terecht, maar hij zou er nooit zijn debuut maken. De drie jaren die volgden bracht hij door bij achtereenvolgens Zeytinburnuspor, Akçaabat Sebatspor en Altay; deze drie clubs namen de aanvaller op huurbasis over. In 2008 werd Büyük overgenomen door Manisaspor, dat hem weer tweemaal verhuurde, namelijk aan Boluspor en Mersin İdman Yurdu. In 2012 werd Kasımpaşa zijn nieuwe werkgever.
In juli 2014 zou Galatasaray geïnteresseerd zijn in de diensten van Büyük, maar een bod van de topclub werd door Kasımpaşa van tafel geveegd. Later werd hij benoemd tot aanvoerder van de club. Medio 2017 vertrok de aanvaller naar Yeni Malatyaspor. Twee jaar later kwam het alsnog van een transfer naar Galatasaray. Na een seizoen bij die club keerde hij terug bij Yeni Malatyaspor. Medio 2022 verkaste Büyük naar Manisa. Hier vertrok hij in mei van het jaar erop weer, om voor Karşıyaka te tekenen. Bij deze club vertrok hij in maart 2024, om in oktober op zevenendertigjarige leeftijd een punt achter zijn actieve loopbaan te zetten.

## Clubstatistieken
| Seizoen | Club                 | Competitie | Competitie | Competitie | Beker | Beker | Internationaal | Internationaal | Totaal | Totaal |
| Seizoen | Club                 | Competitie | Wed.       | Dlp.       | Wed.  | Dlp.  | Wed.           | Dlp.           | Wed.   | Dlp.   |
| ------- | -------------------- | ---------- | ---------- | ---------- | ----- | ----- | -------------- | -------------- | ------ | ------ |
| 2004/05 | Beşiktaş             | Süper Lig  | 0          | 0          | 0     | 0     | 0              | 0              | 0      | 0      |
| 2005/06 | → Zeytinburnuspor    | 1. Lig     | 11         | 1          | ?     | ?     | —              | —              | 11     | 1      |
| 2006/07 | → Akçaabat Sebatspor | 1. Lig     | 23         | 7          | ?     | ?     | —              | —              | 23     | 7      |
| 2007/08 | → Altay              | 1. Lig     | 27         | 16         | ?     | ?     | —              | —              | 27     | 16     |
| 2008/09 | Manisaspor           | 1. Lig     | 15         | 2          | 1     | 0     | —              | —              | 16     | 2      |
| 2009/10 | → Boluspor           | 1. Lig     | 24         | 11         | 1     | 2     | —              | —              | 25     | 13     |
| 2010/11 | → Mersin İdman Yurdu | 1. Lig     | 14         | 10         | 0     | 0     | —              | —              | 14     | 10     |
| 2011/12 | Manisaspor           | Süper Lig  | 1          | 0          | 0     | 0     | —              | —              | 1      | 0      |
| 2011/12 | Kasımpaşa            | 1. Lig     | 19         | 11         | 1     | 3     | —              | —              | 17     | 9      |
| 2012/13 | Kasımpaşa            | Süper Lig  | 26         | 2          | 3     | 1     | —              | —              | 29     | 3      |
| 2013/14 | Kasımpaşa            | Süper Lig  | 33         | 8          | 2     | 1     | —              | —              | 35     | 9      |
| 2014/15 | Kasımpaşa            | Süper Lig  | 23         | 7          | 0     | 0     | —              | —              | 23     | 7      |
| 2015/16 | Kasımpaşa            | Süper Lig  | 31         | 3          | 1     | 0     | —              | —              | 32     | 3      |
| 2016/17 | Kasımpaşa            | Süper Lig  | 24         | 9          | 6     | 4     | —              | —              | 30     | 13     |
| 2017/18 | Kasımpaşa            | Süper Lig  | 3          | 0          | 0     | 0     | —              | —              | 3      | 0      |
| 2017/18 | Yeni Malatyaspor     | Süper Lig  | 28         | 4          | 1     | 0     | —              | —              | 29     | 4      |
| 2018/19 | Yeni Malatyaspor     | Süper Lig  | 27         | 6          | 4     | 0     | —              | —              | 31     | 6      |
| 2019/20 | Galatasaray          | Süper Lig  | 26         | 7          | 6     | 3     | 2              | 1              | 34     | 11     |
| 2020/21 | Yeni Malatyaspor     | Süper Lig  | 34         | 17         | 3     | 0     | —              | —              | 37     | 17     |
| 2021/22 | Yeni Malatyaspor     | Süper Lig  | 21         | 5          | 1     | 1     | —              | —              | 22     | 6      |
| 2022/23 | Manisa               | 1. Lig     | 25         | 5          | 1     | 0     | —              | —              | 26     | 5      |
| 2023/24 | Karşıyaka            | 3. Lig     | 12         | 2          | 2     | 0     | —              | —              | 14     | 2      |
| Totaal  | Totaal               | Totaal     | 447        | 133        | 33    | 15    | 2              | 1              | 467    | 149    |

## Interlandcarrière
Büyük debuteerde in het Turks voetbalelftal op 15 november 2013. Op die dag won Turkije met 1–0 van Noord-Ierland door een treffer van Mevlüt Erdinç. Büyük mocht van bondscoach Fatih Terim in de basis beginnen en hij werd in de zevenenzestigste minuut gewisseld voor mededebutant Salih Uçan (Fenerbahçe). De andere twee debutanten dit duel waren Tarık Çamdal (Eskişehirspor) en İshak Doğan (Karabükspor). Vier dagen later speelde de aanvaller opnieuw mee; nu wonnen de Turken met 2–1 van Wit-Rusland door doelpunten van Umut Bulut en Burak Yılmaz en Büyük werd in de rust gewisseld voor Olcay Şahan.
| Interlands van Adem Büyük voor Turkije | Interlands van Adem Büyük voor Turkije | Interlands van Adem Büyük voor Turkije | Interlands van Adem Büyük voor Turkije | Interlands van Adem Büyük voor Turkije | Interlands van Adem Büyük voor Turkije |
| №                                      | Datum                                  | Wedstrijd                              | Uitslag                                | Competitie                             | Goals                                  |
| Als speler van Kasımpaşa               | Als speler van Kasımpaşa               | Als speler van Kasımpaşa               | Als speler van Kasımpaşa               | Als speler van Kasımpaşa               | Als speler van Kasımpaşa               |
| -------------------------------------- | -------------------------------------- | -------------------------------------- | -------------------------------------- | -------------------------------------- | -------------------------------------- |
| 1                                      | 15 november 2013                       | Turkije – Noord-Ierland                | 1 – 0                                  | Vriendschappelijk                      |                                        |
| 2                                      | 19 november 2013                       | Turkije – Wit-Rusland                  | 2 – 1                                  | Vriendschappelijk                      |                                        |
| 3                                      | 21 mei 2014                            | Kosovo – Turkije                       | 1 – 6                                  | Vriendschappelijk                      |                                        |
| 4                                      | 29 mei 2014                            | Honduras – Turkije                     | 0 – 2                                  | Vriendschappelijk                      |                                        |

## Erelijst
| Competitie         |            |            |            |            |
| Competitie         | Aantal     | Jaren      |            |            |
| Manisaspor         | Manisaspor | Manisaspor | Manisaspor | Manisaspor |
| ------------------ | ---------- | ---------- | ---------- | ---------- |
| 1. Lig             | 4          | 2008/09    |            |            |
| Mersin İdman Yurdu |            |            |            |            |
| 1. Lig             | 4          | 2010/11    |            |            |